# Albert Memorial

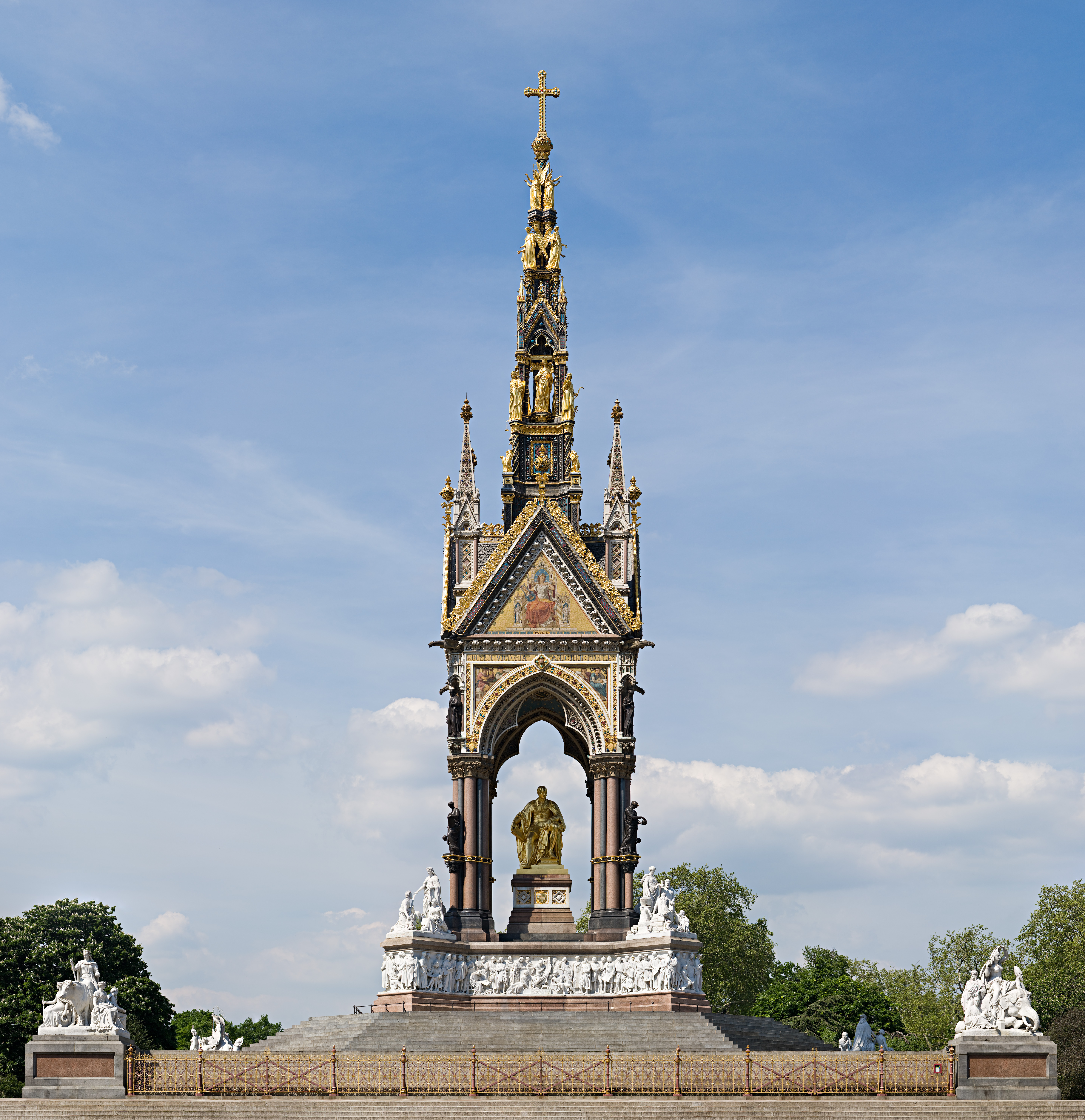
Das Albert Memorial

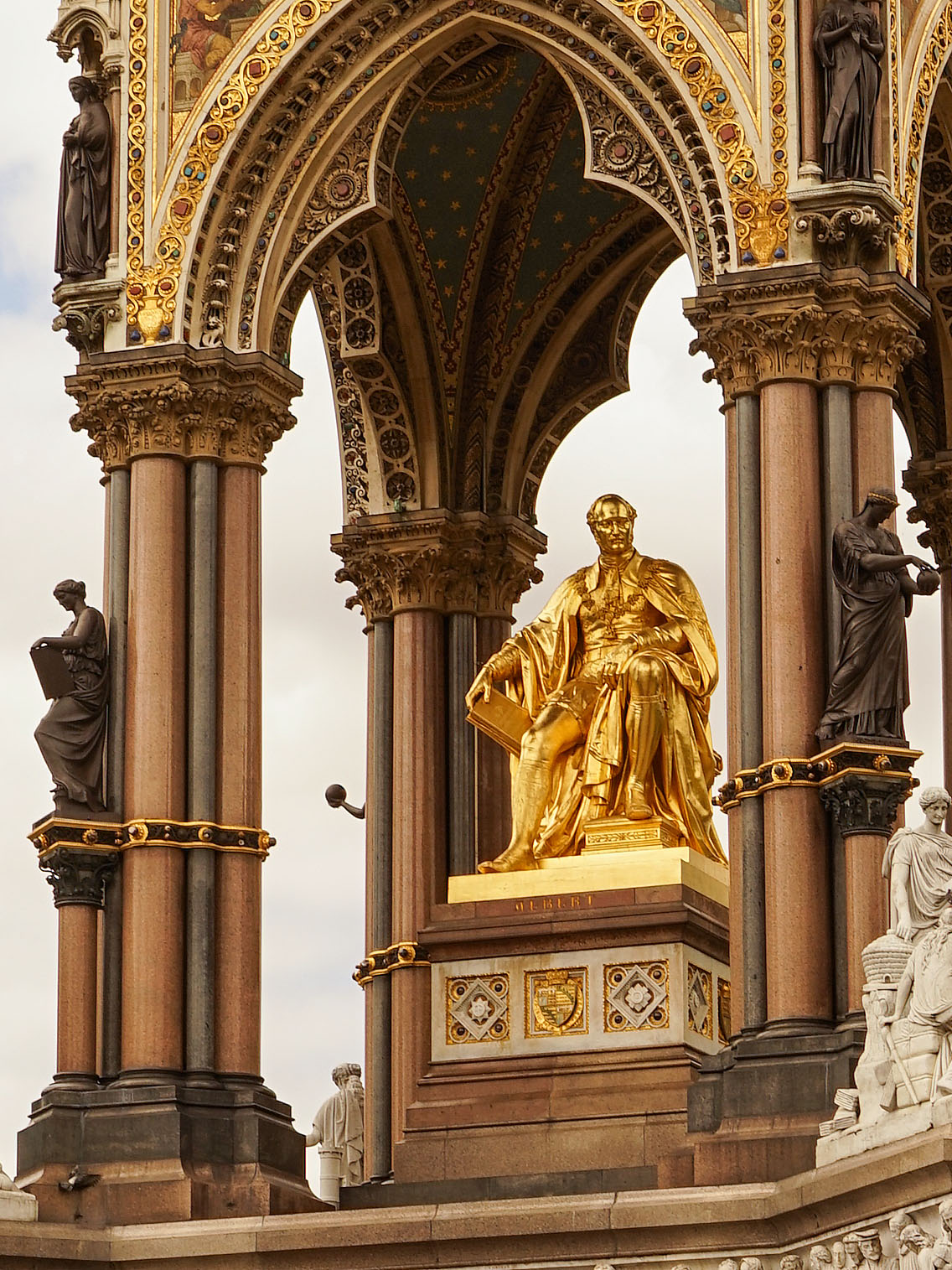
Statue von Prinz Albert

Das Albert Memorial befindet sich in den Kensington Gardens in London, England, gegenüber der Royal Albert Hall.

## Geschichte

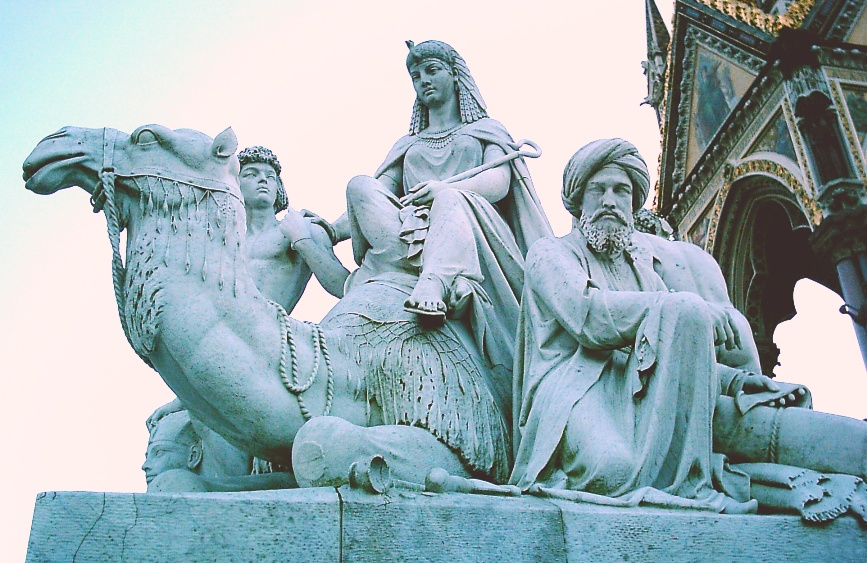
Die afrikanische Gruppe am Albert Memorial

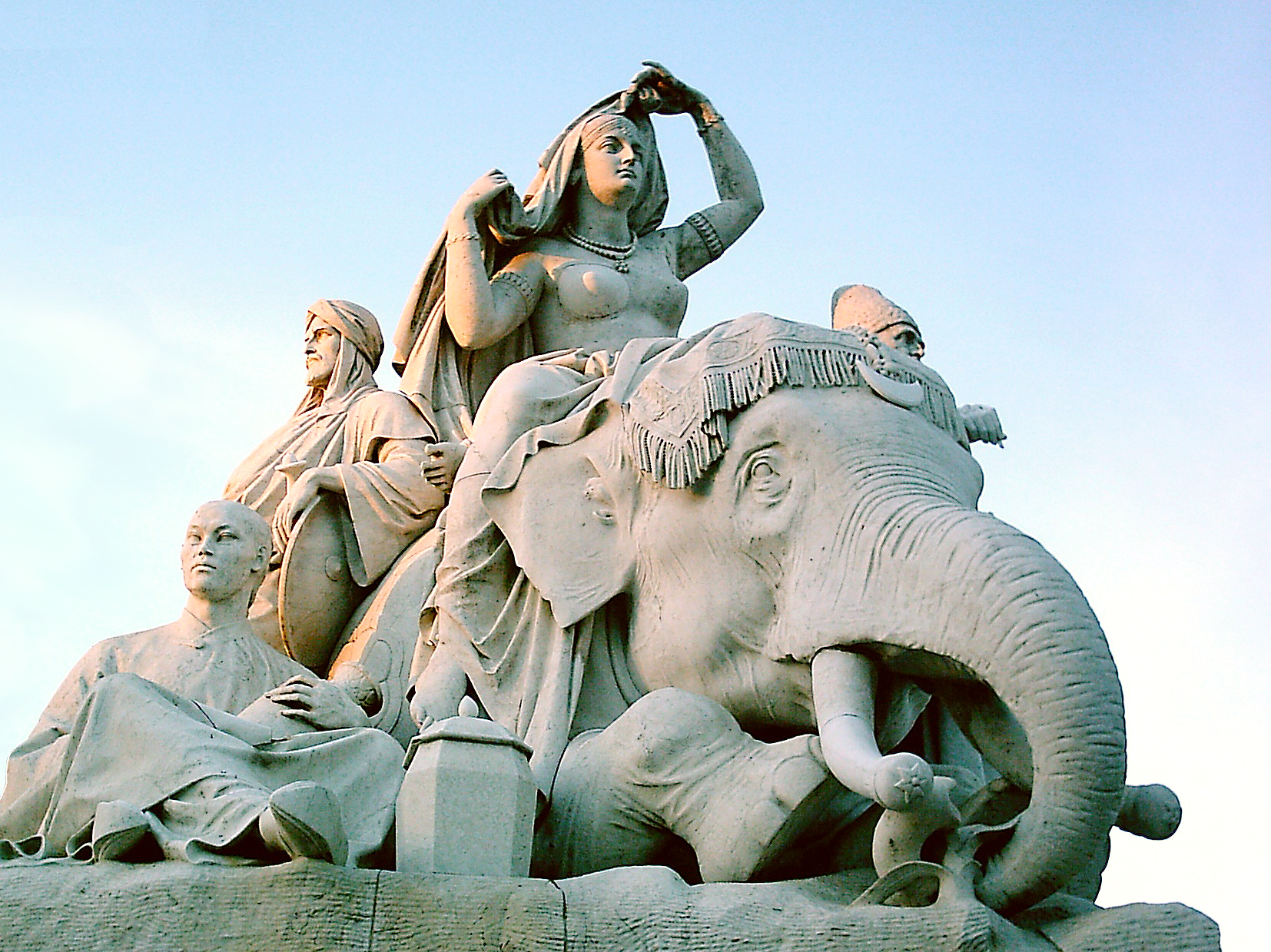
Die asiatische Gruppe am Albert Memorial

Das Albert Memorial wurde von Königin Victoria von Großbritannien und Irland in Erinnerung an ihren geliebten Ehemann Albert von Sachsen-Coburg und Gotha, der 1861 an Typhus verstorben war, in Auftrag gegeben. Es wurde von Sir George Gilbert Scott in den Jahren von 1864 bis 1875 im neugotischen Stil errichtet. Finanziert wurde es hauptsächlich aus Spendengeldern der britischen Bevölkerung.
Das Albert Memorial besteht aus einem knapp 60 Meter hohen, von vier Säulen getragenen Baldachin, unter dem die vier Meter hohe Statue Alberts sitzt. In seiner Hand hält er den Katalog zur Great Exhibition of the Works of Industry of All Nations, der ersten Weltausstellung, die 1851 in London stattfand.
Prinz Albert war im Vorfeld als Präsident der Society of Arts ein großer Verfechter der Idee der Great Exhibition gewesen, die schließlich im benachbarten Hyde Park stattfand. Aus den Einnahmen der Great Exhibition wurden viele der Museen in South Kensington erbaut, auf die Alberts Statue heute blickt.
Um den Sockel des Memorials läuft ein Marmorfries, der die Darstellung in Lebensgröße von 169 Komponisten, Architekten, Dichtern, Malern und Bildhauern trägt. Flankiert wird das Memorial an der Basis der Säulen von vier Gruppen, die Landwirtschaft, Handel, Ingenieurswesen und Fabrikation darstellen. Vier weitere Gruppen, die sich am Fuß der Treppen befinden, auf denen das Memorial steht, stellen die vier Kontinente Europa, Asien, Afrika und Amerika dar. Jede der vier Gruppen besteht aus einigen völkerkundlichen Figuren und einem für den Kontinent typischen, großen Tier. Die Skulpturen wurden unter Leitung von Henry Hugh Armstead mit einigen Künstlern der Royal Academy, darunter William Theed und Hamo Thornycroft, hergestellt.
Ende des 20. Jahrhunderts wurde das Memorial von Grund auf restauriert. Dabei wurde auch das Kreuz, das den Baldachin krönt und bei einem vorhergegangenen Restaurierungsversuch abgenommen worden war, wieder an seinen ursprünglichen Ort zurückgebracht. Bei dieser Restaurierung wurde die gesamte Blattgold-Verkleidung des Memorials erneuert. Ebenfalls wurde die Statue Alberts neu vergoldet. Sie hatte ihre Vergoldung, wahrscheinlich auf Grund der hohen Luftverschmutzung, schon zu Beginn des 20. Jahrhunderts verloren und war daraufhin schwarz angestrichen worden.